# Rosalie Büttner

Rosalie Büttner, 1912

Rosalie Büttner (* 23. Februar 1846 in Elbing; † 17. Juni 1914 in Leipzig) war eine deutsche Pädagogin und Autorin. Sie war Gründerin und Vorsitzende des Leipziger Lehrerinnenvereins und engagierte sich vor allem für die Mädchenbildung und die Rechte von Frauen.

## Leben
Rosalie war die Tochter der Ida Büttner (geb. Matthias, 1821–1900) und des promovierten Oberlehrers und liberalen Demokraten Hermann Büttner (1808–1878), der an der Heinrich von Plauen Schule in Elbing unterrichtete. Nach dem Besuch der höheren Mädchenschule in Elbing erhielt sie, gemeinsam mit ihren Schwestern Mathilde und Elise (verh. Schulte, 1850–1897), beim Vater Privatunterricht, um sich auf das Lehrerinnenexamen vorzubereiten, das sie im Jahr 1865 in Danzig ablegte.

### Unterrichtstätigkeit
Ihre berufliche Laufbahn begann sie als Hauslehrerin. Anschließend war sie an der höheren Töchterschule ihrer Vaterstadt tätig, wechselte einige Jahre später nach Berlin und Schneidemühl, um schließlich am 10. Mai 1872 ihre Lehrtätigkeit an der städtischen höheren Schule für Mädchen in Leipzig anzutreten, wo sie über 40 Jahre, zuletzt unter dem Direktorat des bedeutenden Reformpädagogen Hugo Gaudig, unterrichtete.
1895 hielt sie sich für längere Zeit in England auf, um ihre englischen Sprachkenntnisse zu vervollkommnen. Büttner entwickelte eine eigene Methode der Sprachdidaktik und verfasste ein dreiteiliges Lehr- und Lesebuch der englischen Sprache für den Unterricht an höheren Schulen, dessen ersten Teil sie auf Wunsch der Schulbehörde zusätzlich für den Unterricht an Bürgerschulen überarbeitete. Ein vierter Teil wurde für die Studierenden der Englischen Sprache an den Universitäten herausgegeben.
Am 14. Februar 1900 erhielt sie vom sächsischen Kultusministerium den Titel Oberlehrerin verliehen. 1913 trat sie in den Ruhestand.

### Vereinsarbeit
In Leipzig lernte Rosalie Büttner Auguste Schmidt kennen. Bald gehörte sie zu deren engsten Mitstreiterinnen in Frauenrechtsfragen und in der Arbeit für den Allgemeinen Deutschen Frauenverein.
Im Sommer 1887 traf sie im Deutschen Lehrerinnenheim im schweizerischen Savigny auf ihre Kolleginnen Käthe Windscheid und Ida von Ungern-Sternberg. Gemeinsam fasste man den Beschluss, zur Förderung der pädagogischen Aus- und Weiterbildung sowie zur Besserung der allgemeinen materiellen Verhältnisse von Lehrerinnen in Leipzig einen Verein mit angegliederter Stellenvermittlung zu begründen. Der Gründungsaufruf erfolgte am 25. Mai 1888 im Konferenzzimmer der städtischen höheren Mädchenschule am Schletterplatz. Über 22 Jahre wirkte Rosalie Büttner als erste Vorsitzende dieses Vereins.
Sie war maßgeblich an der Gründung und am Ausbau des städtischen Leipziger Lehrerinnenseminars beteiligt, das der Rat der Stadt als Nachfolgeeinrichtung des 1892 geschlossenen privaten Lehrerinnenseminars der Auguste Schmidt im Jahre 1899 eröffnete und der städtischen höheren Mädchenschule angliederte.
Zu einer wichtigen Institution wurde die Stellenvermittlung des Vereins. Von Leipzig aus erstreckte sich bald ein Netz von Sprechstellen über ganz Deutschland und das Ausland. Die jungen Berufsanfängerinnen waren somit bei ihrer Stellensuche nicht mehr auf dubiose Agenturen und private Inserate angewiesen. Nach der Gründung des Allgemeinen Deutschen Lehrerinnenvereins als Dachverband aller Lehrerinnenvereine übergab der Leipziger Verband die Leitung der Stellenvermittlung 1891 an den ADLV.
Auf Rosalie Büttners Initiative ging die Begründung des Leipziger Lehrerinnenheims in der Hohestraße 35 II und des Auguste Schmidt-Hauses als ein Begegnungszentrum für verschiedene Fraueninitiativen und lebendiges Denkmal für die von ihr verehrte Namensgeberin zurück.
Für ihren Einsatz wurde Rosalie Büttner mit der Verleihung des sächsischen Maria-Anna-Ordens geehrt.

## Würdigung
„In Frl. Büttner, die in den Ruhestand trat, verlor die Anstalt eine Lehrerin, die über 40 Jahre im Dienst des höheren Mädchenschulwesens der Stadt Leipzig gestanden hat. Zu den Vertreterinnen der modernen Frauenbewegung gehörig, trat sie mit aller Begeisterung für die Förderung der Frauenbildung und besonders für eine verläßliche Fundamentierung dieser Bildung durch eine solide Schulbildung ein; dabei war sie vor aller Verstiegenheit und kulturwidrigen Vermischung männlicher und weiblicher Bildung durch das sichere Verständnis für die weibliche Eigenart geschützt. Das feine Verständnis für die Mädchennatur machte ihre erziehliche Arbeit an ihren Schülerinnen trotz der Milde ihrer erziehlichen Mittel in erfreulicher Weise wirksam. Langjähriges Studium der englischen Sprache wie überhaupt der englischen Nationalkultur machten sie besonders geeignet, unsere Schülerinnen in das Verständnis der fremden Sprache und des fremden Volkstums einzuführen. Als wertvolles Hilfsmittel diente ihr dabei in den letzten Jahren das von ihr verfaßte Lehrbuch der englischen Sprache, in dem sie die Ergebnisse vieljähriger Arbeit niedergelegt hatte. Wir sahen die Scheidende nur ungern aus unserem Arbeitsverbande treten, da wir ihre Liebe zur Jugend, ihre Begeisterung für den Lehrberuf, ihre nie versagende kollegiale Gesinnung, ihre abgeklärte Welt- und Lebensanschauung kannten und schätzten.“

## Werke
- Die Lehrerin. Frauen-Berufe. Forderungen, Leistungen, Aussichten in diesem Berufe. Kempe, Leipzig 1899.
- Frauen-Gewerbeverein (Hrsg.): Auguste Schmidt. 2 Reden von Rosalie Büttner und Käthe Windscheid. Leipzig 1902.
- Lese- und Lehrbuch der englischen Sprache in Anlehnung an die direkte Methode. Teile 1–3. Mit Beilage: Deutsche Übungsstücke. Röder und Schunke, Leipzig 1908.
- Lese- und Lehrbuch der englischen Sprache in Anlehnung an die direkte Methode. Wörterbuch zu Teil 1-3. Röder und Schunke, Leipzig 1909.
- Der englische Unterricht im Sinne moderner Bestrebungen auf Grund des Lese- und Lehrbuchs der englischen Sprache. Nach einem im Verein für fremdsprachlichen Unterricht in Dresden und einem im Leipziger Lehrerinnenverein gehaltenen Vortrage. Röder und Schunke, Leipzig 1911.
- An English Grammar for use in High Schools, Academies, Training Colleges, and higher educational institutes generally. Röder und Schunke, Leipzig 1913.
- Leipziger Lehrerinnenverein. Festrede zur 25. Jubel-Feier. Gehalten am 26. Januar 1913. Selbstverlag, Leipzig 1914.